# الشركة المتحدة للإلكترونيات
الشركة المتحدة للإلكترونيات (اكسترا) هي شركة سعودية تعمل في مجال تجزئة الإلكترونيات، والإجهزة المنزلية. أسست عام 2003.
هي شركة مساهمة أدرجت في سوق المال السعودي 24 ديسمبر عام 2011. وتختص إكسترا في مجال تجزئة الإلكترونيات الاستهلاكية مثل الهواتف المحمولة والكاميرات، ومنتجات العناية الشخصية وغيرها. ويرأس مجلس إدارتها الأستاذ عبد الله عبد اللطيف الفوزان.
في 30 أغسطس 2021م، وصل إجمالي عدد معارض (اكسترا) إلى سبعة وأربعون معرض داخل المملكة، واثنان وخمسون معرضاً في منطقة الخليج العربي.